# پاتریک بوسو
پاتریک بوسو (فرانسوی: Patrick Bosso‎؛ زادهٔ ۱۲ اکتبر ۱۹۶۲) هنرپیشه و کمدین اهل فرانسه است. از سال ۱۹۹۶ در بیش از بیست فیلم بازی کرده‌است.

## گزیده فیلمشناسی
از فیلم‌ها یا برنامه‌های تلویزیونی که وی در آن نقش داشته‌است می‌توان به لباس شب، مرد و سگش، به استیکز خوش آمدید و مارسی اشاره کرد.